# NGC 6562
NGC 6562 est une galaxie elliptique (?) compacte située dans la constellation du Dragon. Sa vitesse par rapport au fond diffus cosmologique est de 6 517 ± 47 km/s, ce qui correspond à une distance de Hubble de 96,1 ± 6,7 Mpc (∼313 millions d'al). NGC 6562 a été découverte par l'astronome américain Lewis Swift en 1885.